# Songs in the Key of Life

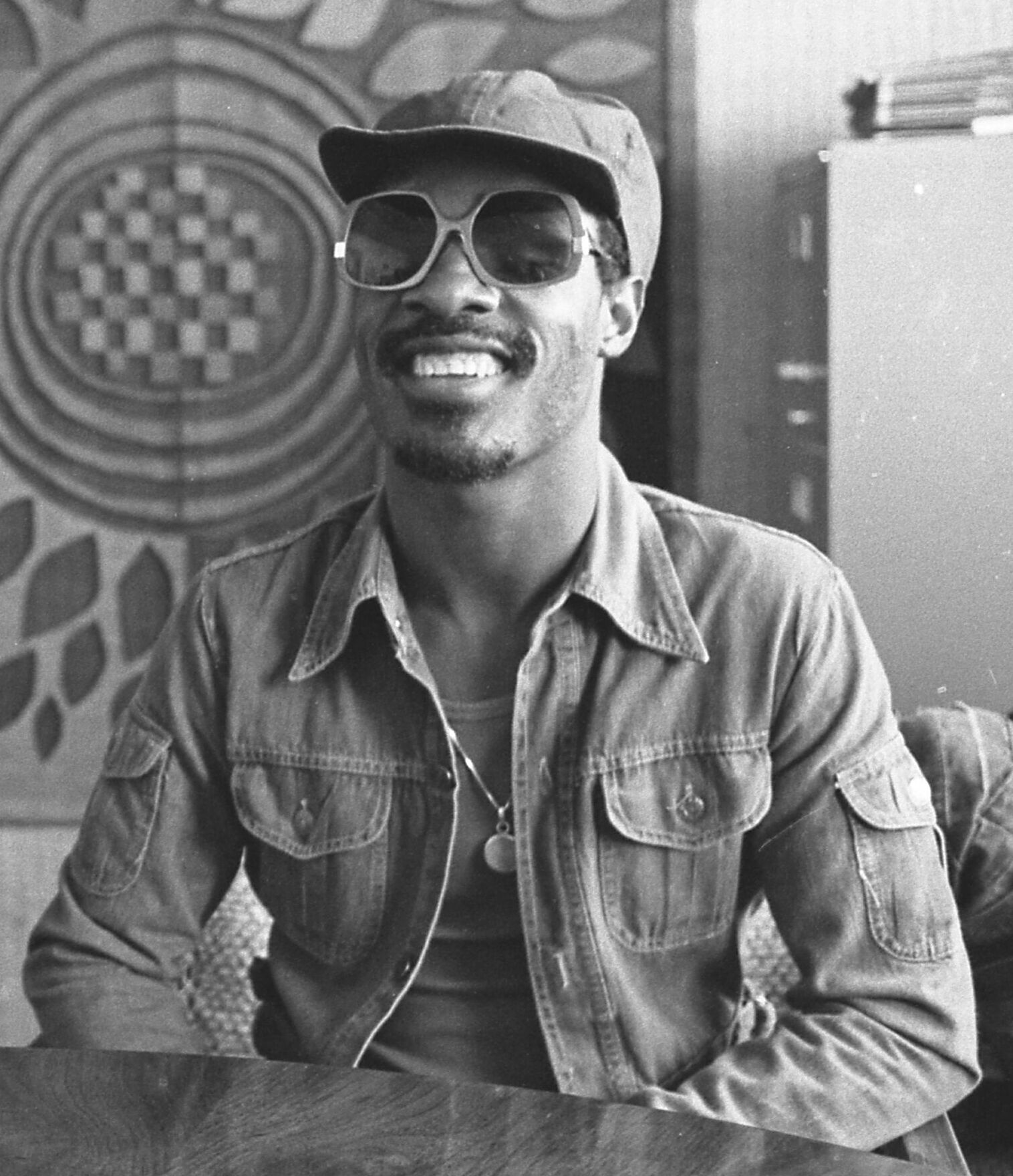
Stevie Wonder

Songs in the Key of Life je osmnácté studiové album amerického hudebníka Stevieho Wondera. Vydáno bylo v září roku 1976 společností Tamla Records. Nahráno bylo v různých studiích v Kalifornii a New Yorku. V hitparádě Billboard 200 se album umístilo na první příčce, v britské UK Albums Chart na druhé. Časopis Rolling Stone jej zařadil na 57. příčku žebříčku 500 nejlepších alb všech dob. Na albu se podíleli desítky hudebníků, patří mezi ně například George Benson, Dean Parks a Sneaky Pete Kleinow.

## Seznam skladeb
1. „Love's in Need of Love Today“ – 7:05
2. „Have a Talk with God“ – 2:42
3. „Village Ghetto Land“ – 3:25
4. „Contusion“ – 3:45
5. „Sir Duke“ – 3:52
6. „I Wish“ – 4:12
7. „Knocks Me Off My Feet“ – 3:35
8. „Pastime Paradise“ – 3:20
9. „Summer Soft“ – 4:16
10. „Ordinary Pain“ – 6:22
11. „Isn't She Lovely“ – 6:33
12. „Joy Inside My Tears“ – 6:29
13. „Black Man“ – 8:29
14. „Ngiculela – Es Una Historia – I Am Singing“ – 3:48
15. „If It's Magic“ – 3:11
16. „As“ – 7:07
17. „Another Star“ – 8:19